# 奧努夫里伊夫卡區

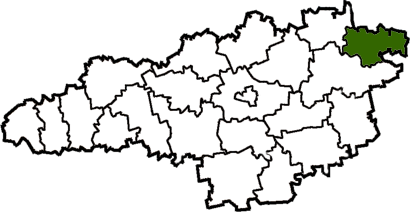

48°51′18″N 33°32′30″E / 48.85500°N 33.54167°E
奧努夫里伊夫卡區（烏克蘭語：Онуфріївський район）是位於烏克蘭中部基洛夫格勒州的舊區，首府設於奧努夫里伊夫卡，並於2020年被撤銷。該區面積889平方公里，2013年人口18,870，人口密度每平方公里21.23人。